# Ametralladora Ksp 58
La Ksp 58 (sueca: Kulspruta 58) es una variante sueca de la ametralladora de propósito general belga FN MAG  siendo fabricada por la firma sueca Carl Gustafs Stads Gevärsfaktori (actualmente parte de Saab Bofors Dynamics) fue adoptada por las Fuerzas Armadas Suecas desde 1958.

## Historia
Después de 1945, muchos países están tratando de utilizar el diseño del diseño MG 42, para producir sus propias ametralladoras. A principios de los años cincuenta, la firma belga  FN Herstal logró desarrollar la ametralladora de uso general MAG.

## Usuarios
- Suecia: Utilizado por las Fuerzas Armadas Suecas desde 1958 hasta el presente.[1][2]